# 피터펀
피터펀(1972년 7월 27일 ~ )은 대한민국의 트로트 가수이다.

## 이력
가수활동은 2002년부터 시작했으나 정식 데뷔는 2009년 싱글앨범 '찍어주세요'로 했다.
2003년 배호가요제 인기상 수상과 2018년 KBS 아침마당 도전꿈의 무대에서 최고인기상을 수상했다.
아내와 딸 셋을 두고 있으며 아침마당 콘서트에 이어 2019년 피터펀의 뻔뻔한 뽕짝쇼를 개인콘서트를 열기도 했다. 2021년 MBN 경연프로그램 보이스킹에 출연하여 준결승 무대 진출을 하며 가창력을 인정 받았다.

## 학력
- 동서울대학교 기계공학과

## 수상
- 2002년 백영호 작곡가 마지막 제자 선발대회 입상
- 2003년 제8회 배호 가요제 인기상
- 2018년 KBS 아침마당 도전 꿈의 무대 최고인기상
- 2021년 MBN 보이스킹 준결승 진출

## 음반
- 2024년 품바라
- 2009년 찍어주세요
- 2014년 월급을 올려주세요
- 2015년 멋진놈 나야나
- 2018년 컴온디스코
- 2020년 대원사 벚꽃길
- 2020년 나의 행복
- 2020년 웃고삽시다

## 방송
- KBS TV쇼 진품명품 1,365회 쇼 감정단
- KBS1 아침마당